# شريف هدارة
شريف هدارة من مواليد 20 أكتوبر 1953، تولّى وزارة البترول والثروة المعدنية المصرية ضمن وزارة هشام قنديل في 7 مايو 2013 خلفا للمهندس أسامة كمال.

## دراسته
- بكالوريوس هندسة الميكانيكا من جامعة القاهرة عام 1976
- دورات إدارة من جامعة ميتشيغان بالولايات المتحدة الأمريكية
- دورات موارد من جامعة فرجينيا بالولايات المتحدة الأمريكية

## حياته المهنية
- قام بالتدريس في مجموعة دورات شملت دورات في تصميم وبناء خزانات النفط بعدة دول خليجية
- اشرف على عدة مشروعات بالبكالوريوس
- قام بالتدريس في مجموعة من الجامعات المصرية بالإضافة إلى الأكاديمية العربية للعلوم والتكنولوجيا والنقل البحري
- عمل مهندسا بالشركة العربية لأنابيب البترول - سوميد وتدرج بالمناصب القيادية حتى وصل إلى منصب المدير العام للهندسة التقنية من عام 1976 إلى عام 2008
- شغل منصب نائب الرئيس والعضو المنتدب للشركة المصرية الألمانية لصناعة المضخات - روربمبن مصر من عام 2008
- تولى منصب الرئيس التنفيذى للهيئة المصرية العامة للبترول من عام 2012 وحتى توليه الوزارة في مايو 2013
- عضو مجلس خدمة المجتمع وتنمية البيئة - جامعة الإسكندرية من 2010 حتى الآن